# Остовани, Фархад
Фархад Остовани (фр. Farhad Ostovani; род. 1950, Лахиджан, провинция Гилян) — французский художник иранского происхождения.

## Биография
Родился в Северном Иране. С 12 лет учился изобразительному искусству в традиционной манере. В 1970 поступил на факультет изящных искусств Тегеранского университета. В 1974 перешёл в Школу изящных искусств в Париже. Путешествовал по Ближнему Востоку, США, Европе. В 1982—1986 совершенствовал своё искусство в Риме, затем изучал пастельную живопись в Академии изящных искусств в Филадельфии. С 1987 живёт и работает в Париже. Дружил с Ивом Бонфуа, оформил несколько его книг. Преподает в école Parson.

## Творчество
Мотивы Остовани — цветы, плоды, деревья, гора, линия горизонта, которые он трактует, однако, не в духе миметического реализма, а как своего рода метафизические сущности, стихии в живописи Сезанна или даже сближаясь с нефигуративным искусством.
О живописи и графике Остовани писали Ив Бонфуа, Жан Старобинский. Он оформлял книги Эмили Дикинсон, Луи-Рене Дефоре, Эмили Грошольц. Выставки произведений Остовани проходили в Тегеране, Лос-Анджелесе, Париже, Бордо, Туре, Веве, Фрайбурге, в музее Рембрандта в Амстердаме.